# Эскадренные миноносцы проекта 41
Эскадренные миноносцы проекта 41, также известные как типа «Неустрашимый» (код НАТО — «Tallinn») — первый тип эскадренных миноносцев, созданный и реализованный в послевоенное время для Советского Военно-Морского Флота в начале 1950-х гг. Всего был построен один экспериментальный эсминец из 110 запланированных (головной корабль серии — «Неустрашимый»). Несмотря на прогрессивную компоновку (например, была использована паротурбинная энергетическая установка нового типа), проект 41 имел ряд недостатков и в серию не пошел. В целом проект практически ни в чем не уступал своим серийным преемникам — эсминцам проекта 56.

## История проектирования
Тактико-техническое задание на разработку нового эсминца было утверждено 14 июня 1947 года. Разработка поручалась ленинградскому ЦКБ-53 (ныне Северное проектно-конструкторское бюро). Главным конструктором был назначен Никитин В. А., а группу наблюдения от ВМФ СССР возглавлял инженер-капитан 2-го ранга Янчевский М. А. Эскизное проектирование длилось год. 19 августа 1948 года его результаты были утверждены постановлением Совета Министров СССР. 28 августа 1949 года был утверждён технический проект. Одновременно решили: «В целях более тщательной отработки новой серии эсминцев с принципиально новыми техническими решениями приступить вначале к постройке одного головного корабля, а уже затем - к серии».

## История строительства
Официальная закладка корабля состоялась 5 июля 1950 года на ленинградском кораблестроительном заводе № 190 НКСП (Народного Комиссариата Судостроительной Промышленности) им. А. А. Жданова (ныне ПО «Северная верфь»). Эсминец получил наименование «Неустрашимый». В декабре того же года началось строительство установочной серии эсминцев этого проекта и на других судостроительных заводах. Сборка корпуса осуществлялась из крупных объёмных, полуобъёмных и плоских секций. 29 января 1951 года «Неустрашимый» был спущен на воду. 26 января 1952 года - вышел на заводские ходовые испытания.

## Конструкция

### Корпус
Согласно проекту 41 «Неустрашимый» имел стандартное водоизмещение 3010 тонн (полное — 3830 т). Наибольшая длина корпуса — 133,83 метра, ширина — 13,57 м, осадка — 4,42 м. Корпус зсминца впервые в истории отечественного надводного кораблестроения был выполнен гладкопалубным, с небольшой седловатостью в средней части. Кроме одной носовой надстройки, котельных кожухов и тамбуров других конструкций на верхней палубе (не считая оружия) не было. В корпусе почти отсутствовали иллюминаторы (за исключением шести), в результате чего «Неустрашимый» в максимально возможной степени отвечал требованиям противоатомной защиты. Главный командный пункт, ограждение ходового мостика, машинно-котельные кожуха, башни главного калибра, зенитные автоматы и стабилизированный пост наводки орудий были защищены броней толщиной от 8-10 до 20 мм.

### Энергетическая установка
Одной из особенностью эсминцев проекта 41, в дальнейшем использованной в других проектах, являлась главная энергетическая установка (ГЭУ). Двухвальная машинно-котельная установка размещалась в двух независимых автономных отсеках. В каждом из них, образующем эшелон, размещался один из главных турбозубчатых агрегатов (ГТЗА) типа ТВ-8 проектной мощностью 33 000 л. с. и два главных котла со всеми обслуживающими механизмами. Автоматизированные котлы КВ-41 имели форсированное дутье непосредственно в топку, вырабатывали пар повышенных параметров с давлением до 64 кг/см². Такая ГЭУ была приспособлена к пуску без предварительного прогрева, имела лучшую манёвренность, пониженное число оборотов гребного вала, уменьшенный вес и габариты. Кроме того, на экономических ходах расход топлива оказался на 20 % ниже, чем у ЭМ проекта 30-бис.
Начиная с эсминцев проекта 41, электроэнергетическая система впервые на советских эсминцах была выполнена на трехфазном переменном токе 220 В в 50 Гц. Источником электроэнергии служили 2 турбогенератора мощностью по 400 кВт, 2 дизель-генератора по 200 кВт и стояночный турбогенератор на 100 кВт.

## Вооружение
Изначально «Неустрашимый» был оснащен тремя артиллерийскими комплексами:
- Две двухорудийные 130-мм установки СМ-2-1 с РЛС управления огнём «Якорь-М»;
- Четыре стабилизированных спаренных 45-мм орудия СМ-16 с РЛС управления огнём «Фут-Б»;
- Два четырёхствольных 25-мм автомата 4М-120.

Так же имелось шесть бомбомётов БМБ-2 и два бомбосбрасывателя на 105 глубинных бомб.
В ходе эксплуатации было решено заменить спаренные орудия СМ-16 на счетверённые 45-мм СМ-20-ЗИФ, вместо бомбомётов были установлены две реактивные бомбомётные установки РБУ-2500 «Смерч», а 25-мм автоматы сняты вообще.
В качестве торпедного вооружения на «Неустрашимом» были установлены два 533-мм торпедных аппарата (ТА) ПТА-53-41. Минное вооружение составляли мины КБ «Краб» (до 48 штук).
Радиоэлектронное вооружение составляли:
- Боевая информационно-управляющая система (БИУС) «Планшет-41»;
- РЛС обнаружения надводных целей «Риф-1»;
- РЛС обнаружения воздушных «Фут-Н»;
- Навигационная РЛС «Нептун»;
- Гидроакустическая станция (ГАС) «Пегас»;
- Командно-дальномерные посты СПН-500;
- аппаратура радиотехнического госопознавания;
- другое оборудование.

## Оценка проекта
Серия проекта 41 была признана неудачной. Из-за неправильной проектировки комплекса «корма-винт-руль» (ошибка в проекте комплекса была выявлена профессором инженер-контр-адмиралом В. Г. Власовым), корабль не мог развивать необходимую и указанную в ТТЗ скорость, на заднем ходу не слушался рулей, при их перекладке входил в циркуляцию. Изначальное побортное размещение 45-мм автоматов не допускало их совместного использования как в носовой, так и в кормовой полубатареях. Кроме того, сами автоматы СМ-16 были несерийного производства, а предсерийная РЛС «Фут-Б» оказалась ненадежной.
Экспертная комиссия определила «Неустрашимый» избыточно большим кораблем, хотя и с запасом на модернизацию. И если в проекте 56 необходимые изменения были внесены еще во время строительства, то выпуск кораблей серии проекта 41 было решено прекратить (Постановление Совмина, июнь 1951 года), а заложенные корпусные конструкции серийных эсминцев (было запланировано 110 единиц) разобрать.